# 非金属元素
非金属元素是一大类缺乏金屬特性的化学元素。有別於常溫常壓下多為固態的金屬，非金属元素在標準狀態下的形態十分多變，從無色氣體（如氫、氮、氧）到各種顏色的固體（如碳、磷、硫）。非金属元素通常是熱和電的不良導體，且其固態通常缺乏延展性而易碎，表面大多不具光澤。與金屬相比，非金屬元素大多具有更高的電離能、電子親和力、電負性和標準還原電位。通常一元素的這些值越高，其非金屬性越強。非金屬元素的原子之間主要以共價鍵相互連結，在化學反應中傾向於得到電子並形成酸性的化合物。
在元素週期表中，非金屬元素的占比不到四分之一，且隨著週期增大，元素的金屬性越強，非金屬元素因此越少。非金屬元素皆為主族元素，且除了位於第1族頂端的氢之外，其它非金属元素都排在表的右侧和上侧。大部分非金属属于p區，氢和氦則是s區元素。
非金属元素的範疇並沒有普遍認同的精確定義，通常包括氢、氦、硼、碳、氮、氧、氟、氖、硅、磷、硫、氯、氩、砷、硒、溴、氪、碲、碘、氙、氡等21種元素。也有觀點認為硼、矽、砷、碲等類金屬元素不屬於非金屬。由於砈在自然界中極其稀有，且具有強烈的放射性，在討論非金屬的定義時經常被忽略，然而理論和實驗證據表明其性質較偏向於金屬。超重元素鿬和鿫由於半衰期極短，目前尚無法透過實驗來證實其性質是否具有非金屬元素的特質。
根據計算，氫和氦這兩種非金屬約佔可觀測宇宙中普通物質質量的99% 。氫、碳、氮、氧和矽等五種非金屬元素在地球的地殼、大氣、海洋和生物圈扮演著主要組分，地球上所有生物體的主要結構便是由氫、氧、碳和氮構成。
非金属元素在现在社会中占有重要位置，幾乎所有非金属元素在醫學、製藥、工業、電子、雷射和家居用品等領域中都有各自的用途。

## 性質
非金屬在室温下可以是氣體或固體（除了溴，惟一一個液體非金屬元素）。非金屬元素的固體大多沒有閃亮的表面，但不同的元素具有不同的顏色，例如碳是黑色的，而硫是黃色的。非金屬的硬度有明顯的差別，例如硫是很軟的，但鑽石（碳的同素異形體之一）卻是硬度最高的物質。固態的非金屬質地易碎，而且密度比金屬來得低。導熱性大多不佳（鑽石等除外），且多為電的絕緣體（石墨等除外）。

## 非金属性
非金属性是非金属元素的通性，它指某种非金属元素的原子得到电子的能力。某元素原子非金属性越强，即其得电子能力越强。
由元素周期表上看，靠右的元素非金属性比靠左的元素非金属性要强，靠上的元素非金属性比靠下的元素非金属性要强。
对于元素的单质，非金属性体现在单质的氧化性上。（参见元素周期律。）

## 单质

### 物理性质
非金属单质大多是分子晶体，少部分为原子晶体和过渡型的层状晶体。
单质共价键数大部分符合8-N规则
- 稀有气体：8-8=0（2-2=0），为单原子分子
- 卤素、氢：8-7=1（2-1=1），为双原子分子
- ⅥA族的硫、硒：8-6=2，为二配位的链形与环形分子
- ⅤA族的磷、砷：8-5=3，为三配位的有限分子P4,As4，灰砷和黑磷为层状分子
- ⅣA族的碳、硅：8-4=4，为四配位的金刚石型结构。

少数分子由于形成π键、大Π键或d轨道参与成键，键型发生变化，于是不遵守8-N规则。如N2、O2分子中的原子间的键不是单键；硼单质和石墨结构中，键的个数也不等于8-N个。
物理性质可分为三类
1. 稀有气体及O2、N2、H2、F2、Cl2：一般状态下为气体，固体为分子晶体，熔沸点很低
2. 多原子分子，S8、P4等：一般状态下为固体，分子晶体，熔沸点低，但比第一类高
3. 大分子单质，金刚石、晶态硅等：原子晶体，熔沸点高

### 化学反应
活泼非金属元素，如F2、Cl2、Br2、O2、P、S等，能与金属形成简单阴离子化合物（如硫化物）或含氧酸盐等。非金属元素之间也能形成卤化物、氧化物、无氧酸、含氧酸等。
大部分单质不与水反应，仅卤素与高温下的碳能与水发生反应。
非金属一般不与非氧化性稀酸发生反应，但是硼、碳、磷、硫、碘、砷等可以被浓HNO3、浓H2SO4及王水氧化。
除碳、氮、氧外，一般可以和碱溶液发生反应，对于有变价的主要发生歧化反应；Si、B则是从碱溶液中置换出氢气；浓碱时，F2能氧化出O2

## 成键方式
非金属原子之间主要成共价键，而非金属元素与金属元素之间主要成离子键。
非金属原子之间成共价键的原因是，两种原子均有获得电子的能力，都倾向于获得对方的电子使自己达到稳定的构型，于是两者就共用电子对以达此目的。
而金属原子失去电子的能力较强，与非金属相遇时就一者失电子、一者得电子，双方均达到稳定结构。
多原子的共价分子常常出现的一种现象是轨道杂化，这使得中心原子更易和多个原子成键。
非金属原子之间形成的共价键中，除了一般的σ键和π键，还有一种大Π键。大Π键是离域的，可以增加共价分子或离子的稳定性。

## 化合物
由于非金属元素复杂的成键方式，几乎所有的化合物中都含有非金属元素。
如果非金属元素与金属元素一同形成无机化合物，则可以形成无氧酸盐、含氧酸盐及配合物这几类物质。如果只由非金属元素形成无机物，则可以形成一系列共价化合物，如酸等。
非金属元素碳是有机化合物的基础。

### 分子氢化物
除稀有气体以外，所有非金属元素都能形成最高价态的共价型简单氢化物。
- 熔沸点：同一族的熔点、沸点从上到下递增。但NH3、H2O、HF的沸点因为存在氢键而特别高。
- 热稳定性：同一周期自左向右依次增加，同一族自上而下减少，与非金属元素电负性变化规律一样。
- 还原性：除HF外都具有还原性，其变化规律与稳定性相反，稳定性大的还原性小。

此外C、Si、B能分别形成碳烷、硅烷、硼烷一系列非金属原子数≥2的氢化物。

### 含氧酸及其盐
除稀有气体（氙除外）外，所有非金属元素都能形成含氧酸，且在酸中呈正氧化态。同一族从下到上、同一周期从左到右，非金属最高价含氧酸的酸性逐渐增强。但其他价含氧酸不遵循此规律。
非金属含氧酸中，高氧化态的强酸常具有氧化性，如硫酸(H2SO4)、硝酸(HNO3)等；一些弱酸如次氯酸也是氧化性酸。还原性酸包括亚硫酸、亚磷酸等。

## 造字法
在中文中，非金属元素的名称都没有金字旁，而是以它们在常温下的状态分别加气字头、三点水、石字旁。

### 引文
1. ↑  Larrañaga, Lewis & Lewis 2016, p. 988
2. ↑  Restrepo et al. 2006, p. 411; Thornton & Burdette 2010, p. 86; Hermann, Hoffmann & Ashcroft 2013, pp. 11604‒1‒11604‒5
3. ↑  Mewes et al. 2019; Smits et al. 2020